# Ubuntu MATE
Ubuntu MATE là một bản phân phối Linux  phát sinh từ Ubuntu. Khác biệt chính  giữa bản phân phối này so với Ubuntu là nó sử dụng môi trường desktop MATE làm giao diện đồ họa người dùng mặc định (dựa trên GNOME 2 vốn được sử dụng trên Ubuntu 11.04 về trước) thay cho Unity làm giao diện mặc định trên Ubuntu.

## Lịch sử
Dự án Ubuntu MATE được thành lập bởi Martin Wimpress và Alan Pope và bắt đầu như là một phái sinh không chính thức của Ubuntu, sử dụng Ubuntu 14.10 làm nền tảng cho bản phát hành đầu tiên; một bản phát hành ngay sau 14.04 LTS một thời gian ngắn. Đến tháng 2/2015, Ubuntu MATE nhận được hỗ trợ chính thức của Canonical Ltd. từ bản phát hành 15.04 Beta 1. Ngoài  IA-32 và x86-64 là những nền tảng hỗ trợ ban đầu, Ubuntu MATE cũng hỗ trợ cho các nền tảng PowerPC và ARMv7 (trên Raspberry Pi 2 và 3). cũng như ODROID XU4).
Vào tháng 4 năm 2015, Ubuntu MATE tuyên bố hợp tác với hãng phân phối máy tính Anh Quốc Entroware, cho phép khách hàng của Entroware  có thể mua desktop và laptop cài sẵn Ubuntu MATE với các hỗ trợ đầy đủ. Một số giao dịch phần cứng khác đã được công bố sau đó.
Trong Ubuntu MATE 18.10, Các hỗ trợ cho phiên bản 32-bit bị hủy bỏ.

## Phát hành
| Phát hành hiện tại | Phát hành ngừng hỗ trợ | Phát hành vẫn được hỗ trợ | Sắp phát hành |

| Phiên bản | Codename          | Ngày phát hành | Hỗ trợ đến | Ghi chú |
| --------- | ----------------- | -------------- | ---------- | --- |
| 14.04 LTS | Trusty Tahr       | 11/11/2014     | 4/2019     | Phát hành sau 14.10 cung cấp một hỗ trợ dài hạn đến năm 2019, theo sau Ubuntu                                                                |
| 14.10     | Utopic Unicorn    | 23/10/2014     | 7/2015     | Bản phát hành đầu tiên của Ubuntu MATE |
| 15.04     | Vivid Vervet      | 23/04/2015     | 1/2016     | Phát hành đầu tiên như là Ubuntu flavour chính thức                                                                                          |
| 15.10     | Wily Werewolf     | 22/10/2015     | 7/2016     | Các tính năng MATE 1.10, Ubuntu Software Centre không được cài đặt theo mặc định                                                             |
| 16.04 LTS | Xenial Xerus      | 21/04/2016     | 4/2019     | Phát hành LTS chính thức đầu tiên; tính năng MATE 1.12.x DE, mở rộng ứng dụng Welcome và Software Boutique; có ZFS được built theo mặc định. |
| 16.10     | Yakkety Yak       | 22/10/2016     | 7/2017     | Bản phát hành Ubuntu MATE trong tương lai, sẽ được hỗ trợ trong chín tháng cùng với tất cả các flavour khác                                  |
| 17.04     | Zesty Zapus       | 13/04/2017     | 1/2018     | Bản phát hành Ubuntu MATE không phải LTS trước đây, với chín tháng hỗ trợ. Kết thúc việc di chuyển sang GTK3+.                               |
| 17.10     | Artful Aardvark   | 19/10/2017     | 7/2018     | Phát hành không LTS trước đây. 17.10.1, được phát hành vào ngày 12 tháng 1 năm 2018. Nó đã khắc phục sự cố chặn firmware UEFI & BIOS.        |
| 18.04 LTS | Bionic Beaver     | 2018-04-26     | 4/2021     | Bản phát hành LTS hiện tại. Hỗ trợ GPD Pocket & Pocket 2, Raspberry Pi B2/B3/B3+                                                             |
| 18.10     | Cosmic Cuttlefish | 2018-10-18     | 7/2019     | Bản phát hành không LTS 64 bit, ngừng hỗ trợ 32 bit. Tính năng MATE 1.20.                                                                    |
| 19.04     | Disco Dingo       | 18/04/2019     | 1/2020     | Bản phát hành không LTS chỉ 64-bit mới nhất. Tính năng MATE 1.20 và NVIDIA Drivers.                                                          |
| 19.10     | Disco Dingo       | 18/10/2019     |            | |
| 20.04     | Focal Fossa       | 02/04/2020     |            | |

## Tiếp nhận
Trong bài đánh giá tháng 5 năm 2016 Jesse Smith của DistroWatch đã kết luận: "mặc dù các vấn đề ban đầu của tôi khi cài đặt Ubuntu MATE và chạy trơn tru, tôi đã có một cái nhìn tích cực về bản phân phối. Dự án đang cung cấp trải nghiệm desktop rất thân thiện, đòi hỏi trải nghiệm desktop rất thân thiện. Ít tài nguyên phần cứng theo tiêu chuẩn hiện đại. Tôi cũng muốn đưa mũ của mình đến chủ đề mặc định được sử dụng trên Ubuntu MATE."
Kể từ tháng 8 năm 2017, Ubuntu MATE được xếp hạng ở vị trí 24 trên bảng xếp hạng hit 6 tháng của trang DistroWatch.
Dedoimedo đã xem xét Ubuntu MATE vào tháng 7 năm 2018 và ở đây đã viết rằng "Ubuntu MATE cung cấp vô số thay đổi về hình ảnh và chức năng và người dùng có khả năng thực hiện bất cứ điều gì, và tất cả đều từ giao diện phân phối".